# Collectivisatie in de Sovjet-Unie

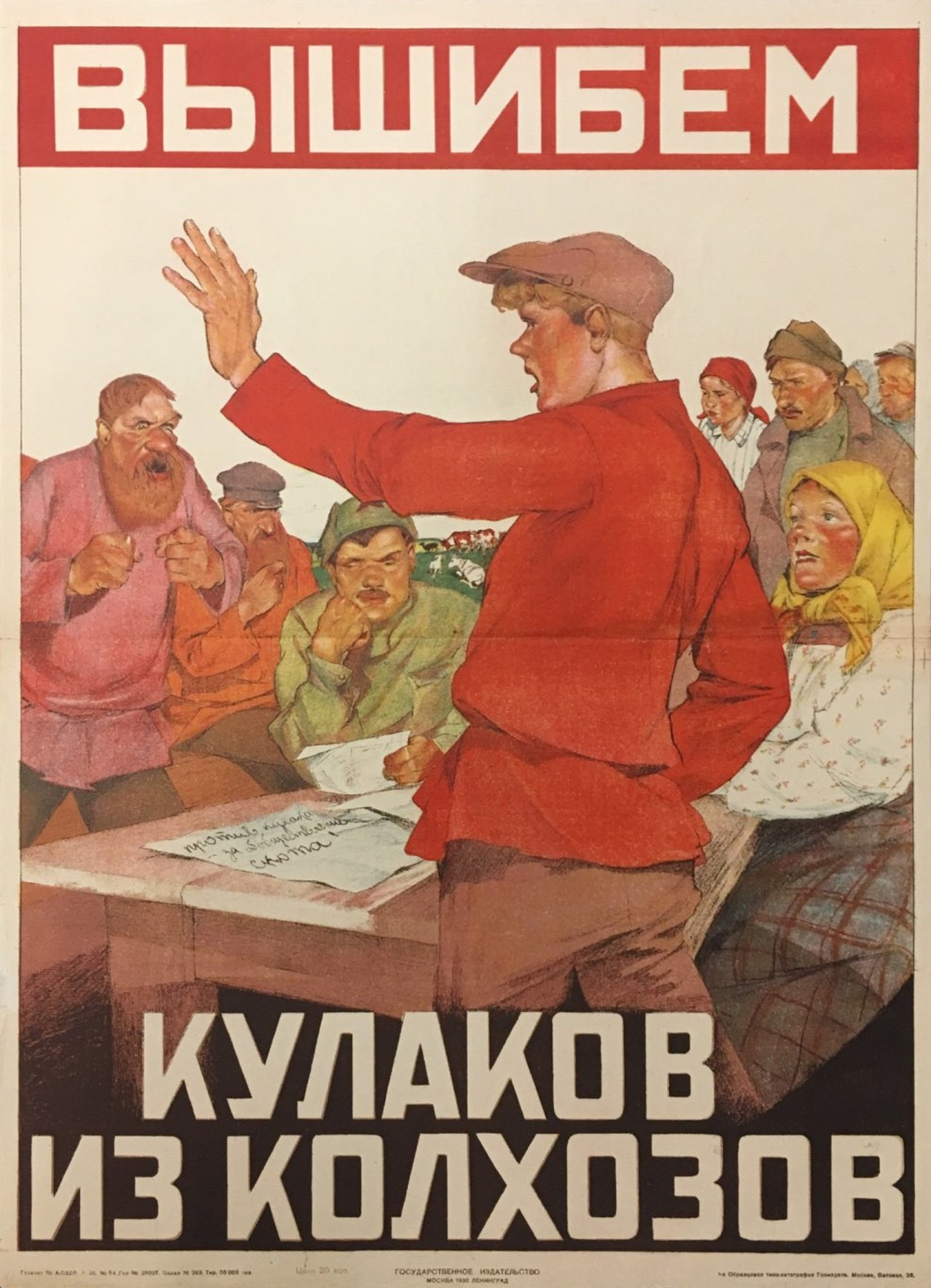
Propagandaposter uit 1930 met de tekst: Wij zorgen dat de koelakken buiten de collectieven blijven.

De collectivisatie in de Sovjet-Unie (Russisch: Коллективизация, Kollektivizatsija) was de door Jozef Stalin opgelegde samenvoeging van bestaande zelfstandige boerderijen in de Sovjet-Unie in de jaren 1920 en 1930. Door deze collectivisatie ontstonden grote gezamenlijke (collectieve) boerderijen. In de Sovjet-Unie waren dit de sovchozen (staatsboerderijen) en de kolchozen (gemeenschappelijke boerderijen).
De theorie achter de collectivisatie van de landbouw was dat voedsel veel efficiënter kon worden geproduceerd in grote gemechaniseerde bedrijven dan op de ouderwetse kleinschalige boerderijen. Vooral kleine boeren zonder eigen land zouden hiervan profiteren omdat zij nu gelijkelijk deel uitmaakten van het grote geheel. De meer welvarende boeren moesten echter door dit proces hun eigen bedrijf opgeven en de opbrengst tegen lage, door de staat vastgestelde, prijzen verkopen. Zij zagen hun inkomen drastisch teruglopen.
De collectivisatie betekende de vernietiging van een eeuwenoude levenswijze en het ontnemen van eigen verantwoordelijkheid voor het beheer van het land en de opbrengst daarvan. Het betekende ook voor veel boeren een achteruitgang in hun omstandigheden. Er ontstond dan ook veel en gewelddadig verzet tegen de maatregel. 
Tussen 1929 en 1933 werden speciale brigades ingezet die onwillige boeren tot medewerking moesten dwingen. Veel boeren hielden echter voet bij stuk en slachtten liever hun eigen dieren af dan ze aan de collectieve bedrijven te geven. Het gevolg hiervan was dat de voedselproductie aanzienlijk afnam.
Stalin gaf de koelakken (rijke boeren, Russisch voor 'met dichte vuist') de schuld van de voedseltekorten en beschuldigde hen ervan onder kapitalistische invloed het verzet te organiseren. 
Alle boeren die nog langer weigerden, moesten worden gedood, geïnterneerd in werkkampen (goelags) of gedeporteerd naar afgelegen gebieden.
In werkelijkheid echter werd de term koelak gebruikt voor iedereen die zich tegen de collectivisatie verzette, waaronder boeren die allesbehalve rijk waren.
Historici zijn het er meestal over eens dat de gedwongen samenvoeging van landbouwbedrijven voor een groot deel verantwoordelijk was voor grote hongersnoden, die leidden tot de dood van 5 miljoen mensen in 1932 en 1933, terwijl de Sovjet-Unie tegelijkertijd miljoenen tonnen graan aan het buitenland bleef verkopen.